# La Borinqueña
"La Borinqueña" is het nationale volkslied van Puerto Rico. De muziek werd toegevoegd in 1952. Pas in 1977 werd de huidige tekst eraan toegevoegd. De muziek werd gemaakt door Félix Astol Artés. De tekst werd geschreven door Manuel Fernández Juncos, een Spaanse journalist en poëet.

## De tekst

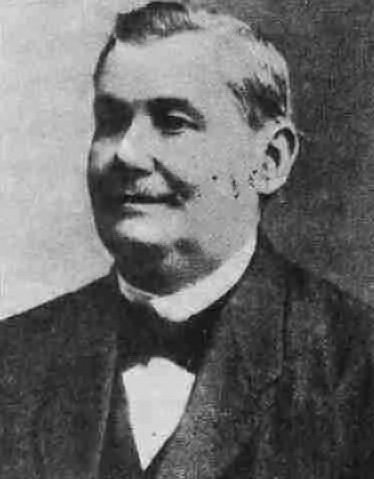
Manuel Fernández Juncos in 1917

| La tierra de Borinquen donde he nacido yo es un jardín florido de mágico primor. Un cielo siempre nítido le sirve de dosel. Y dan arrullos plácidos las olas a sus pies. Cuando a sus playas llegó Colón; exclamó lleno de admiración: "¡Oh! ¡Oh! ¡Oh! Esta es la linda tierra que busco yo." Es Borinquen la hija, la hija del mar y el sol, Del mar y el sol, Del mar y el sol. |